# Schneiderpuppe

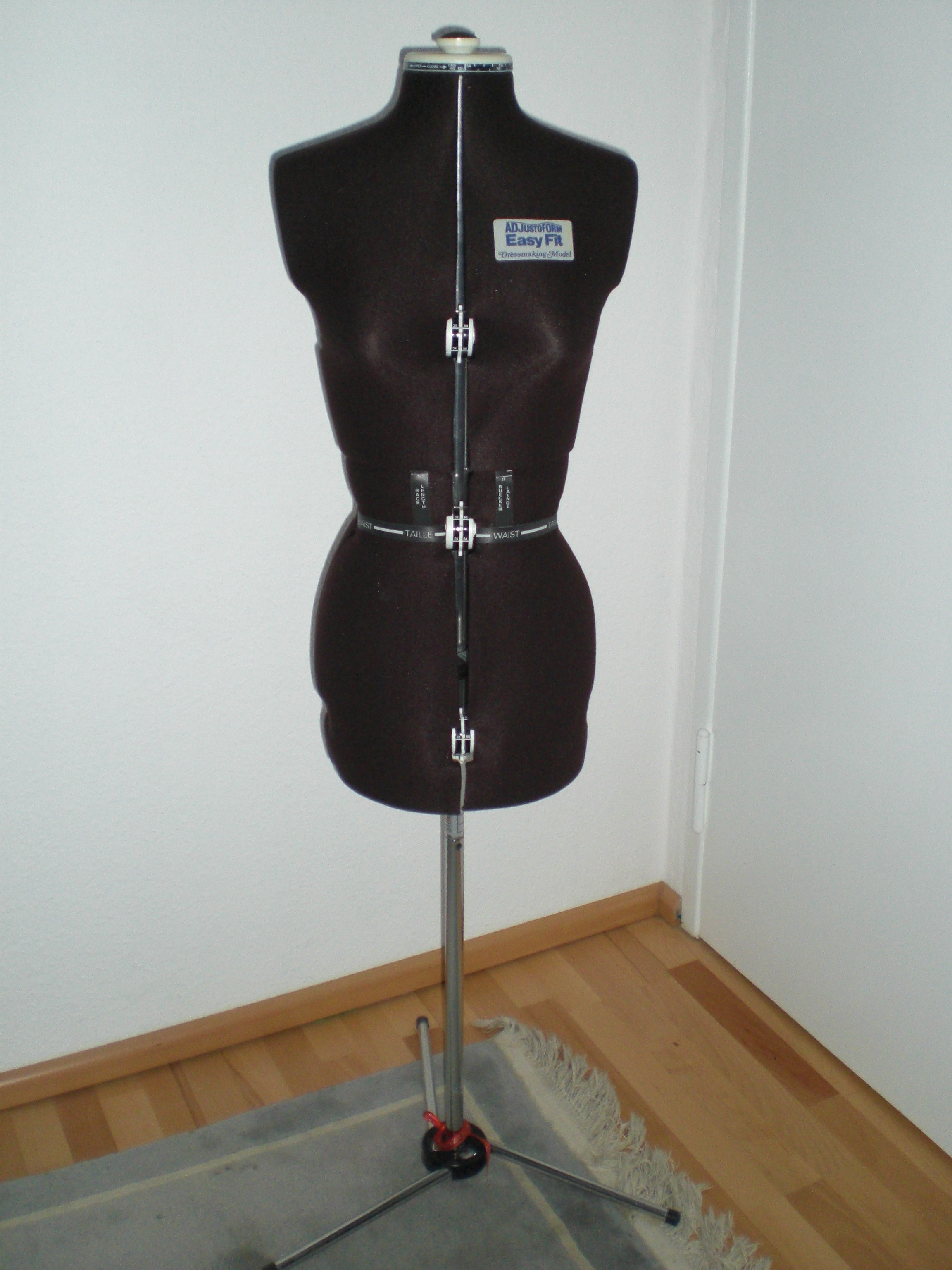
Größenverstellbare Schneiderpuppe (männliche Figur)

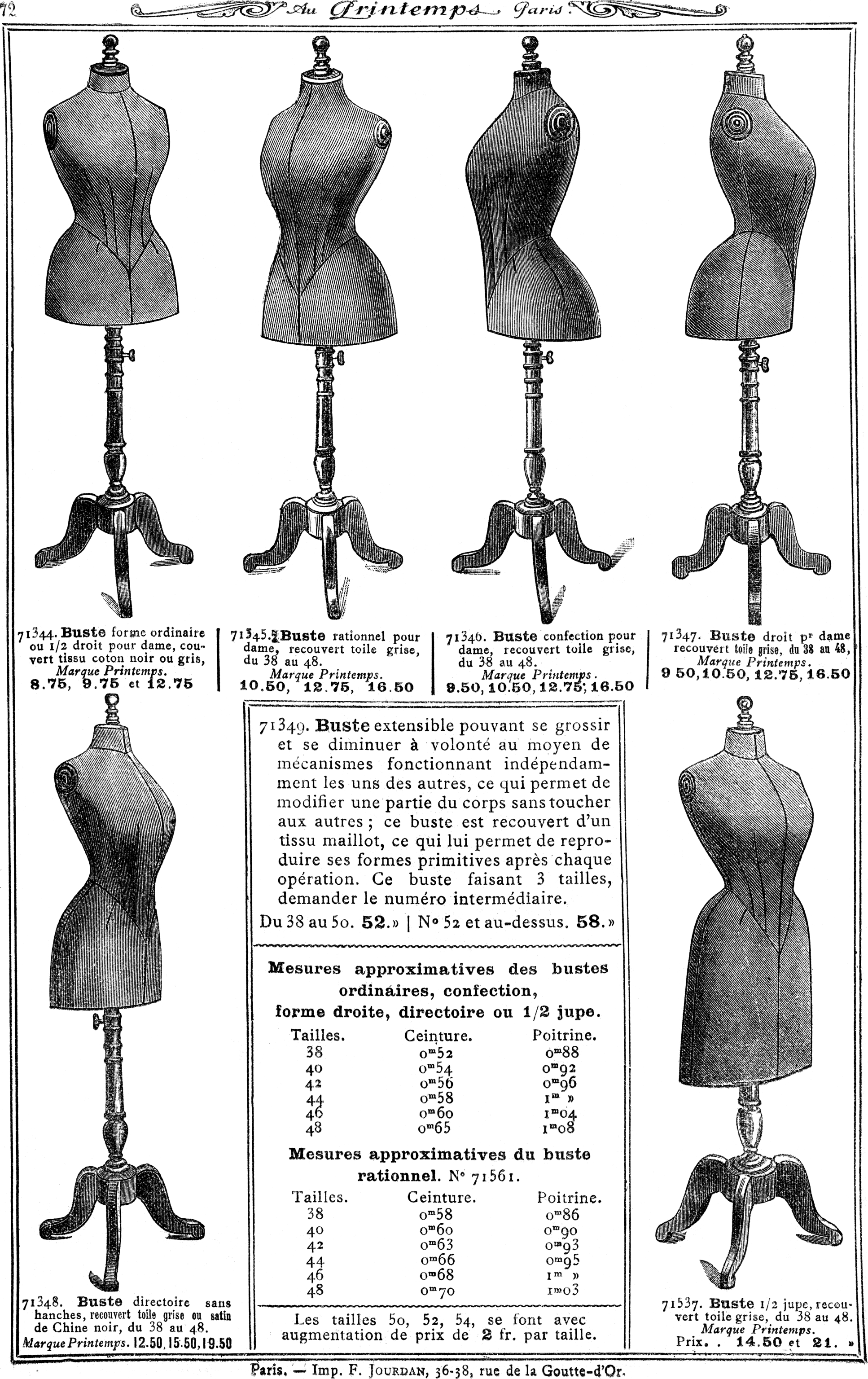
Schneiderpuppen in einem französischen Kurzwarenkatalog (1912)

Eine Schneiderpuppe oder Schneiderbüste ist ein lebensgroßes Modell des menschlichen Oberkörpers einschließlich des Rumpfes, das Schneidern und Modedesignern ermöglicht, den Sitz und den Fall von Kleidung zu überprüfen, sowie Kleidungsentwürfe zu drapieren und modellieren.

## Materialien und Eigenschaften
Traditionell werden Schneiderpuppen aus Pappe und Stoff gefertigt, früher auch gelegentlich aus einem Rattangeflecht. Schneiderpuppen sind in der Höhe veränderbar, früher auf einer Holzachse mit Holzfuß, heute meist aus Metallrohr. Sie werden in verschiedenen Größen angeboten. Der Stoffüberzug ist mit einer Schaumstoffschicht oder Wattierung unterlegt, die es dem Schneider ermöglicht, einzelne Teile mit Nadeln festzustecken.
Starre Schneiderpuppen sollten nach den Standard-Konfektionsgrößenmaßen der Bekleidungsindustrie gefertigt sein. Verstellbare Schneiderpuppen haben einen Torso-Innenausbau aus Kunststoff. Sie werden vom Schneider dem jeweiligen Kunden angepasst, indem die abgenommenen Maße auf die Schneiderpuppe übertragen werden. Dies geschieht entweder mechanisch, indem die Bestandteile der Puppe über eine Gewindestange gespreizt oder auseinandergerückt werden, oder durch Schaumstoffteile, die auf der Puppe angebracht werden.

## Sonderanfertigungen
Schneiderpuppen können auch individuell von einer bestimmten Person abgeformt werden, was traditionell mit Nassklebestreifen ausgeführt wird. Eine solche Schneiderpuppe bildet dann den Körper der Person präzise nach. Das ist besonders für die Selbstschneiderei empfehlenswert, wird aber auch von Haute-Couture-Anbeitern wie zum Beispiel Chanel angewendet. Der Vorteil für die Kundschaft besteht darin, dass weniger Termine für Anproben benötigt werden und eine perfektere Passform ermöglicht wird. Auch wurden um die 1950er Jahre Geflechte aus mit Kunststoff überzogenem Draht angeboten, mit denen eine Figur abgeformt werden kann.
Abhängig vom Kleidungsstück, das angefertigt werden soll, gibt es aber auch Schneiderpuppen mit Gliedmaßen. Schneiderpuppen werden für Damen, Herren und Kinder in verschiedenen Größen und mit verschiedenen Verstellmöglichkeiten angeboten. Für historische Kostüme sind die heute im Fachhandel erhältlichen Schneiderpuppen ungeeignet, da die Proportionen insbesondere des weiblichen Körpers in früheren Zeiten durch das Einschnüren stark von den heutigen abweichen. Auch verstellbare Puppen sind meist nicht geeignet, diese Proportionen abzubilden.
Vor der Anfertigung der unterschiedlichen Konfektionsgrößen der Kleiderpuppen sind exakte Messungen und die Herstellung eines dem menschlichen Körper entsprechenden Prototyps wichtig. Der Prototyp für die Erstellung der doppelseitigen Faserformen entsteht entweder in traditioneller Handarbeit oder in einer modernen digitalen Version mit Hilfe von 3D-Software.